# Cuverville, Calvados
Cuverville là một xã ở tỉnh Calvados, thuộc vùng Normandie ở tây bắc nước Pháp.

## Dân số
| Năm | 1962 | 1968 | 1975 | 1982  | 1990  | 1999  |
| --- | ---- | ---- | ---- | ----- | ----- | ----- |
| Dân số | 273  | 441  | 517  | 1 044 | 1 314 | 1 779 |
| From the year 1962 on: No double counting—residents of multiple communes (e.g. students and military personnel) are counted only once. |      |      |      |       |       |       |